# Johan Christopher Schwegert
Johan Christopher Schwegert (Sweser, Swägert), död 1656, var en svensk stenhuggare.
Schwegert var från 1648 gift med Brita Körningsdotter. Han var anställd som stenhuggaremästersvän hos stenhuggaren Johan Wendelstamm. Tillsammans med Wendelstamm arbetade han 1645–1649 med ornamentshuggningen vid Jakobsdals slott. Han fick 1654 ledningen för nybyggnaden av Gustaf Horns Häringe i Södermanland. Vid uppförandet av den påkostade byggnaden som skulle förses med volutgavlar och utsmyckade portaler tvekade Horn i valen mellan den betydelsefullare stenhuggaren Christian Pfundt och Johan Wendelstamm men efter en tids funderande och kontroll av deras tidigare arbete föll valet slutligen på den då tämligen okände Schwegert. För att klara av detta stora arbete anlitade Schwegert bland annat Olof Olofsson, Anders Järngrotz och Mattias som medhjälpare. Efter Schwegert död avslutades arbetet vid hans verkstad. 